# Pierella
Pierella é um gênero de borboletas neotropicais da família Nymphalidae e subfamília Satyrinae, proposto por Herrich-Schäffer no ano de 1865. A espécie típica para este gênero é Pierella nereis, do sudeste do Brasil. Adrian Hoskins cita que as espécies do gênero Pierella se caracterizam por seu voo fugaz, se escondendo um pouco acima da superfície do solo na escuridão do sub-bosque da floresta; voando baixo, muitas vezes, em trilhas e evitando a luz do sol, geralmente aparecendo na aurora ou crepúsculo, mas também se escondendo profundamente na vegetação rasteira em outras horas do dia. As lagartas de algumas espécies (como P. luna e P. helvina) foram encontradas em plantas monocotiledôneas dos gêneros Helicônia e Calathea.

## Difração
Algumas espécies de Pierella possuem um curioso fenômeno óptico, conhecido como difração de cor, na superfície de suas asas. Graças à microestrutura de suas escamas alares, minúsculas e ligeiramente curvas, estas borboletas difratam a luz, mudando de coloração quando vistas em diferentes ângulos. O fenômeno foi observado em P. luna, mas também ocorre nas espécies P. lamia, P. lucia, P. hyceta e P. astyoche.

## Espécies
Existem onze espécies descritas no gênero Pierella:
- Pierella amalia Weymer, 1885
- Pierella astyoche (Erichson, [1849])
- Pierella helvina (Hewitson, 1860) - Pierella helvetia
- Pierella hortona (Hewitson, 1854)
- Pierella hyalinus (Gmelin, [1790]) - Pierella dracontis
- Pierella hyceta (Hewitson, 1860)
- Pierella lamia (Sulzer, 1776)
- Pierella lena (Linnaeus, 1767)
- Pierella lucia Weymer, 1885
- Pierella luna (Fabricius, 1793)
- Pierella nereis (Drury, [1782]) - espécie-tipo[5]

No Brasil, além de P. nereis, do sudeste, ocorrem na região amazônica as espécies P. astyoche, P. hortona, P. hyalinus, P. lamia e P. lena.

## Novas espécies do gêneroPierella
Em um estudo publicado em 2016 na revista científica Zootaxa por Zacca, Siewert, Casagrande, Mielke e Paluch, são descritas quatro novas espécies de Pierella no Brasil: Pierella angeloi Zacca, Siewert & Mielke (do Maranhão); Pierella.kesselringi Zacca, Siewert & Paluch (da Paraíba, Pernambuco, Alagoas e Sergipe); Pierella nice Zacca, Siewert & Paluch (da Bahia) e Pierella keithbrowni Siewert, Zacca & Casagrande (da Bahia, Espírito Santo, Rio de Janeiro, São Paulo, Paraná e Santa Catarina). Além disso, Pierella chalybaea Godman, 1905 e Pierella boliviana F. M. Brown, 1948 são reconhecidas como espécies válidas e não como subespécies de Pierella lamia (Sulzer, 1776).